# Lenbe (arrondissement)
Lenbe (franska: Limbé) är ett arrondissement i Haiti.   Det ligger i departementet Nord, i den norra delen av landet, 130 km norr om huvudstaden Port-au-Prince. Antalet invånare är 84 951. Arean är 179 kvadratkilometer.
Terrängen i Lenbe är huvudsakligen kuperad.